# Gemmula speciosa
Gemmula speciosa é uma espécie de gastrópode do gênero Gemmula, pertencente a família Turridae.